# 合索镇
合索镇，原为合索乡，是中华人民共和国山西省忻州市忻府区下辖的一个乡镇级行政单位。2021年5月，撤乡设镇。将合索乡的金村、沙洼、枣涧、西大王4个村委会划归奇村镇管辖，将九原街街道的会里、神头2个村委会划归合索镇管辖。

## 行政区划
合索镇下辖以下地区：
南合索村、北合索村、水头村、东呼延村、作头村、西杨庄村、张家山村、马家庄村、陀罗村、黄龙王沟村、水泉沟村、小尖村、上闹峪村、下闹峪村、和岔村、九会岭村、横墙村、朝阳坡村、大圪堆村、温村、苗庄村、西呼延村、西沟村、孙家湾村、枣涧村、沙洼村、田家窑村、金村、西大王村、南营村、王家庄村、前山村、新建村、郭家沟村、崔家梁村和小南陌村。
2021年5月调整后，合索镇辖西杨庄、陀罗、南营、苗庄、孙家湾、作头、西呼延、温村、北合索、南合索、东呼延、会里、神头13个村委会。